# Малонмаш
Малонмаш — река в России, протекает по Моркинскому району Республики Марий Эл. Устье реки находится в 2,1 км от устья Вончи по левому берегу. Длина реки составляет 24 км, площадь водосборного бассейна — 98 км².
Река вытекает из запруды возле деревни Коркатово в 15 км к юго-западу от посёлка Морки, небольшой участок русла выше запруды — сухой. Река течёт на юго-запад, вскоре после истока входит в ненаселённый лесной массив, по которому и проходит всё течение реки. Впадает в Вончу на границе с национальным парком Марий Чодра.

## Данные водного реестра
По данным государственного водного реестра России относится к Верхневолжскому бассейновому округу, водохозяйственный участок реки — Волга от Чебоксарского гидроузла до города Казань, без рек Свияга и Цивиль, речной подбассейн реки — Волга от впадения Оки до Куйбышевского водохранилища (без бассейна Суры). Речной бассейн реки — (Верхняя) Волга до Куйбышевского водохранилища (без бассейна Оки).
Код объекта в государственном водном реестре — 08010400712112100001760.

## Топографическая карта
- Лист карты O-39-134 Красный  Стекловар. Масштаб: 1 : 100 000. Издание 1970 г.